# Talica
Talica è una città della Russia siberiana estremo occidentale (Oblast' di Sverdlovsk), situata sulla sponda destra del fiume Pyšma, 219 km a est del capoluogo Ekaterinburg; è il capoluogo amministrativo del distretto omonimo.

## Società

### Evoluzione demografica
Fonte: mojgorod.ru
- 1959: 16.900
- 1979: 18.200
- 1989: 19.900
- 2007: 18.700